# Kampfmoral
Kampfmoral – die moderne Militärsoziologie spricht auch von Einsatzmotivation – bezieht sich auf das Verhalten von Soldaten in unmittelbaren militärischen Auseinandersetzungen. Eine hohe Kampfmoral (unbeugsamer Kampfeswille und moralische Standfestigkeit) ist aus Sicht des Militärs die Eigenschaft von Soldaten oder Einheiten, auch in als schwierig empfundenen Kampfsituationen nicht aufzugeben und in ihren Anstrengungen nicht nachzulassen. Für die militärische Führung, die das Ziel dieser Anstrengungen definiert, ist die Frage der Kampfmoral ihrer Einheiten, aber auch der des Feindes von zentralem Interesse.
Der Begriffsbestandteil „Moral“ ist dabei aus seinem philosophischen oder theologischen Zusammenhang gelöst und als synonym zu „Bereitschaft“ oder Motivation zu verstehen.
Extremfälle der Kampfmoral waren Soldaten, die zur Erreichung eines militärischen Ziels freiwillig ihr Leben riskierten (siehe Himmelfahrtskommando) oder bewusst opferten (z. B. japanische Kampfpiloten, die Selbstmordangriffe gegen feindliche Schiffe flogen).
Es gab in der Endphase des Zweiten Weltkriegs Pläne, das Reichenberg-Gerät (eine modifizierte bemannte Version der V1) als Kamikazewaffe einzusetzen (Selbstopfer).
Die japanischen Streitkräfte bauten zur gleichen Zeit fast 1000 bemannte Kamikaze-Gleitbomben.